# Howard Pixton
Kapitán Cecil Howard Pixton (14. prosince 1885 – 7. února 1972) byl britský letec, vítěz soutěže o Schneiderův pohár roku 1914 konaným v Monaku. Vítězství dosáhl na plovákovém letounu Sopwith Tabloid.

## Život

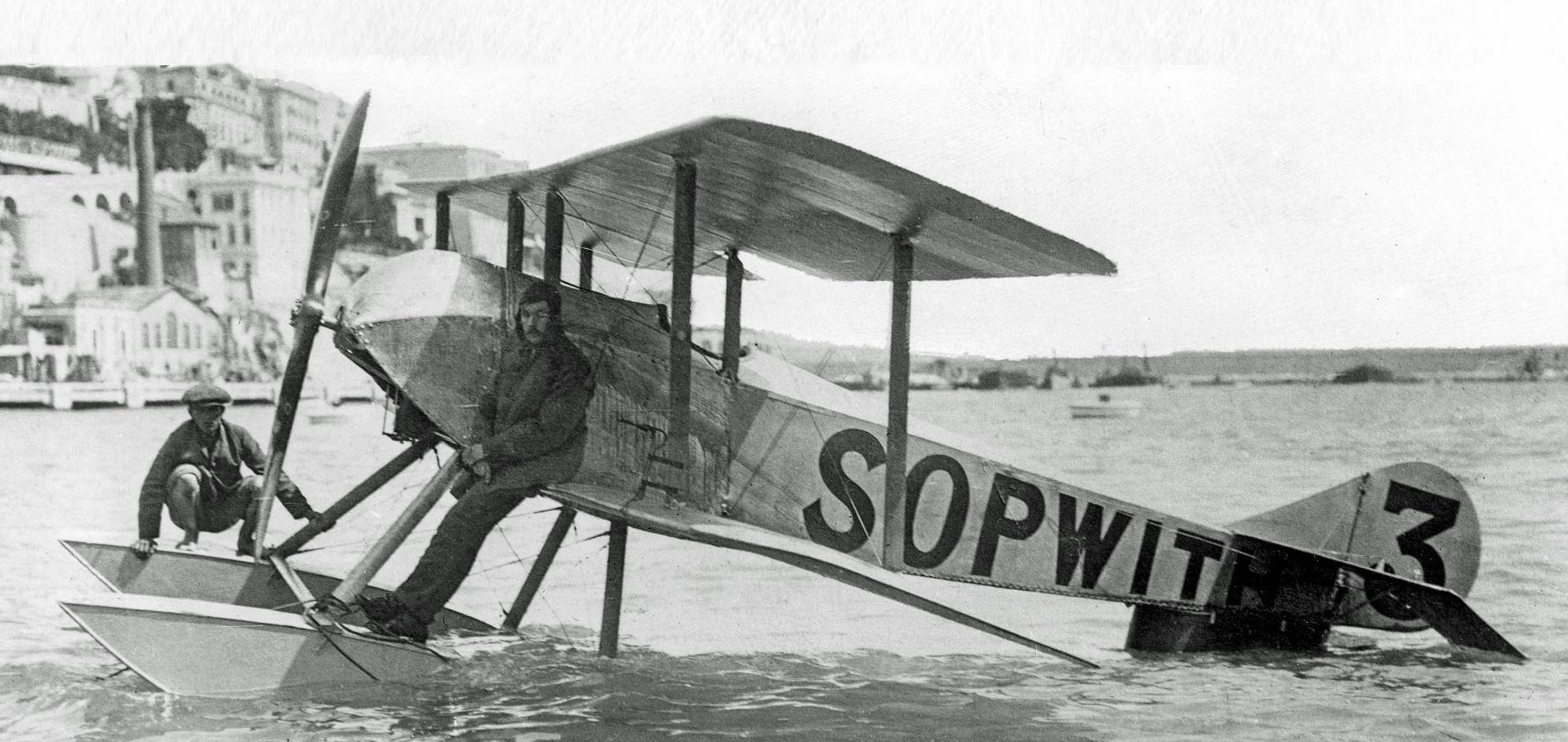
Sopwith Tabloid se kterým Howard Pixton vyhrál Schneiderův pohár

Leteckou kariéru zahájil v Brooklands roku 1910, kdy od Královského aeroclubu (RAeC) obdržel 50. vydanou pilotní licenci. Stal se prvním hlavním zkušebním pilotem společnosti Avro. Roku 1911 předváděl letoun Avro typ D, který později zakoupil Oliver Schwann (pozdější Air Vice marshal).
Roku 1914 Pixton vyhrál první místo ve Schneiderově poháru, který se konal v Monaku. Pixton pilotoval letoun Sopwith Tabloid. Toto letadlo bylo zajímavé mimo jiné tím, že při přípravě na druhý ročník Schneiderova poháru byl letoun na řece Hamble z části potopen při pokusu o jeho spuštění z mola. Plováky letounu byly umístěny příliš daleko za motorem, což při spuštění způsobilo převrácení letounu a jeho potopení. Pilot při náhlém otočení letadla vyletěl z kabiny letounu. Stroj musel být do 14 dnů opraven pro závod.
Za první světové války byl Pixton členem Royal Flying Corps (RFC), kde působil v oddělení pro vyšetřování leteckých nehod pod Royal Aircraft Establishment. Po první světové válce si pronajal hangár u Windermere, odkud provozoval dvojici letounů Avro 504 za účelem doručování novin i přepravu cestujících na ostrov Isle of Man. Usadil se Windermere a hangár proměnil v autoservis. Roku 1932 se odstěhoval na ostrov Man, kde působil na místní letecké scéně. Během druhé světové války působil znovu v oddělení pro vyšetřování leteckých nehod.
Je pohřben u kostela v Jurby na ostrově Isle of Man.